# Ибертсбергер, Лукас
Лу́кас И́бертсбергер (нем. Lukas Ibertsberger; род. 6 августа 2003) — австрийский футболист, защитник клуба «Вольфсберг».

## Клубная карьера

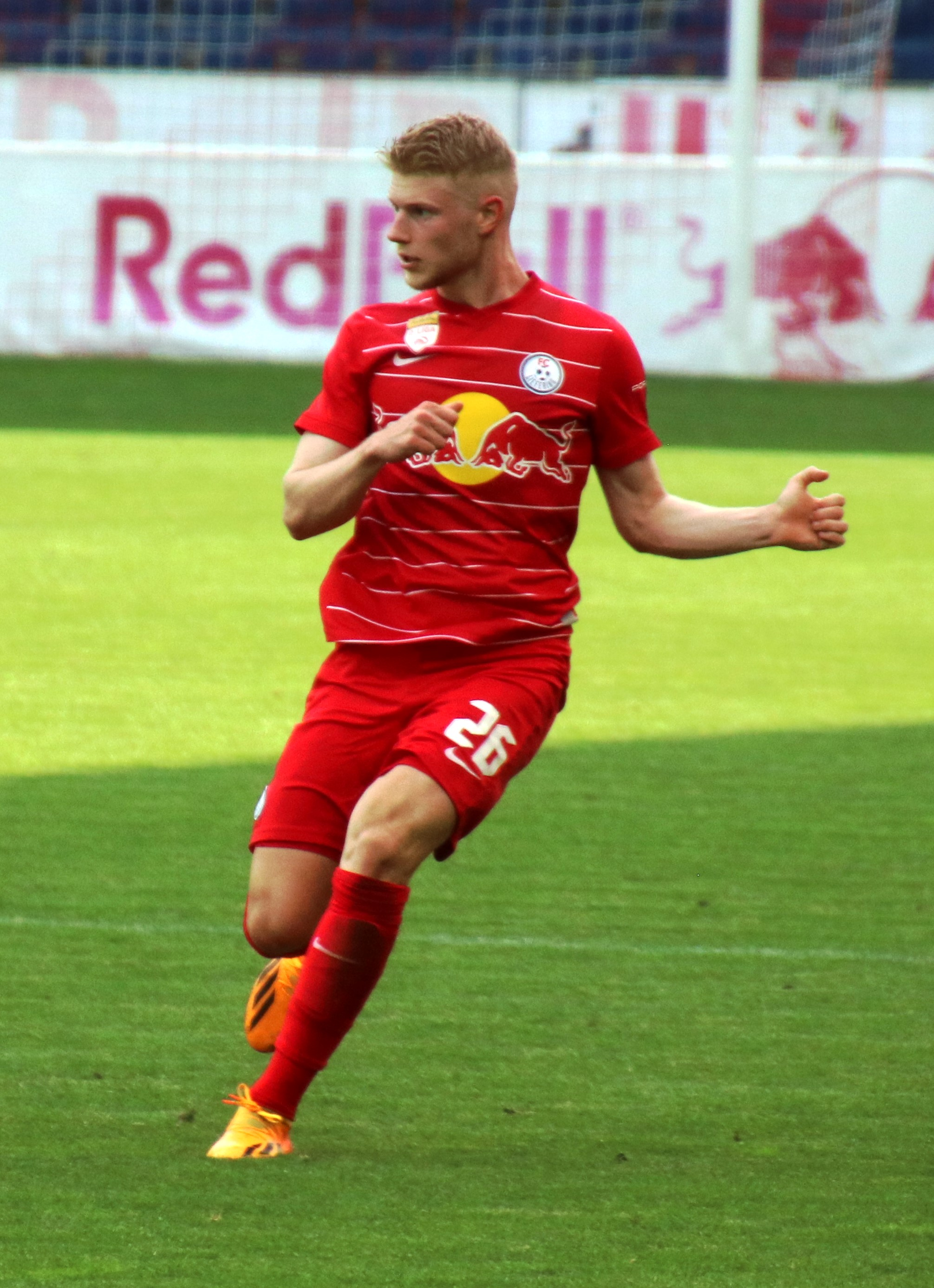
Ибертцбергер в составе «Лиферинга»

Ибертсбергер — воспитанник клубов «Сикирчен» и «Ред Булл Зальцбург». 24 сентября 2021 года в матче против «Дорнбирна» он дебютировал во Второй Бундеслиге Австрии за дублирующий состав последних. Летом 2023 года Ибертсбергер на правах аренды перешёл в «Вольфсберг». 30 сентября в матче против ЛАСКа он дебютировал в австрийской Бундеслиге. 